# Gojko Mitić
Gojko Mitić (Гojкo Митић) (sinh ngày 13 tháng 6 năm 1940 ở Strojkovce (gần Leskovac), Morava Banovina, Vương quốc Nam Tư) là một diễn viên, diễn viên đóng thế, đạo diễn người Serbia. Ông sống tại Berlin, Đức.
Ông được khán giả truyền hình Việt Nam biết đến với các vai diễn Boris trong phim Hồ sơ thần chết (do Cộng hòa dân chủ Đức và Ba Lan hợp tác sản xuất năm 1979) và vai Felipe trong phim Bí mật núi Andes (của Cộng hòa dân chủ Đức sản xuất năm 1972).
Ban nhạc Bulgaria Hipodil đã sáng tác bài hát Bate Goiko nói về Gojko Mitić. Năm 2010, ông đã được nhận giải thưởng Brothers Karić ở Serbia.

## Những phim đã tham gia
| Năm  | Tên phim                                                   |
| ---- | ---------------------------------------------------------- |
| 2012 |                                                            |
| 2009 | Der letzte Ritt                                            |
| 2008 | Entführt — Ich hol dich da raus                            |
| 2006 | Tierärztin Dr. Mertens                                     |
| 2006 | Karl-May-Spiele: Winnetou                                  |
| 2006 | Esperanza                                                  |
| 2005 | Julia — Wege zum Glück                                     |
| 2005 | Karl-May-Spiele: Winnetou und das Geheimnis der Felsenburg |
| 2004 | Karl-May-Spiele: Unter Geiern — Der Sohn des Bärenjägers   |
| 2003 | Karl-May-Spiele: Old Surehand                              |
| 2002 | Karl-May-Spiele: Im Tal des Todes                          |
| 2002 | The Antman                                                 |
| 2001 | Der Solist — Niemandsland                                  |
| 1999 | Helden wie wir                                             |
| 1998 | In aller Freundschaft                                      |
| 1997 | Friedrich und der verzauberte Einbrecher                   |
| 1995 | Verbotene Liebe                                            |
| 1994 | Burning Life                                               |
| 1993 | Zirri — Das Wolkenschaf                                    |
| 1993 | Salto postale (TV series)                                  |
| 1993 | Der Kinoerzähler                                           |
| 1993 | Nyomkeresö                                                 |
| 1990 | Volio bih da sam golub                                     |
| 1988 | Präriejäger in Mexiko: Benito Juarez                       |
| 1988 | Das Herz des Piraten                                       |
| 1988 | Präriejäger in Mexiko: Geierschnabel                       |
| 1986 | Das Wirkliche Blau                                         |
| 1986 | Außenseiter                                                |
| 1984 | Mặt trận không khoan nhượng                                |
| 1983 | Der Scout                                                  |
| 1982 | Der lange Ritt zur Schule                                  |
| 1981 | Aus der Franzosenzeit                                      |
| 1980 | Alma schafft alle                                          |
| 1980 | Radiokiller                                                |
| 1980 | Hồ sơ thần chết                                            |
| 1979 | Ich will euch sehen                                        |
| 1979 | Severino                                                   |
| 1977 | Die Liebe und die Königin                                  |
| 1976 | Maxe Baumann                                               |
| 1976 | Najdolgiot pat                                             |
| 1975 | Blutsbrüde                                                 |
| 1974 | Visa für Ocantros                                          |
| 1974 | Ulzana                                                     |
| 1973 | Apachen                                                    |
| 1972 | Bí mật núi Andes                                           |
| 1972 | Tecumseh                                                   |
| 1971 | Osceola                                                    |
| 1970 | Signale — Ein Weltraumabenteuer                            |
| 1970 | Tödlicher Irrtum                                           |
| 1969 | Weisse Wölfe                                               |
| 1968 | Spur des Falken                                            |
| 1967 | Chingachgook, die grosse Schlange                          |
| 1966 | Die Söhne der großen Bärin                                 |
| 1965 | Winnetou —tập 3                                            |
| 1964 | Unter Geiern                                               |
| 1964 | Winnetou —tập 2                                            |
| 1964 | Old Shatterhand                                            |
| 1963 | Winnetou — tập 1                                           |